# Bòids
Els bòids o boes (Boidae) són una família de serps constrictores, és a dir que maten les seves preses per constricció, tancant-les en els seus anells. A diferència de les seves properes parents, les pitons (Pythonidae), són ovovivípares. A banda i banda de la cloaca presenten esperons, que són vestigis de les potes posteriors locomotores. Entre les boes es troben algunes de les espècies de serps més grans, amb l'anaconda verda d'Amèrica del Sud la serp més pesada i la segona més llarga coneguda; en general, les adultes són de mida mitjana a gran, amb les femelles normalment més grans que els mascles. Actualment es reconeixen cinc subfamílies, que inclouen 12 gèneres i 49 espècies.
El nom tupí d'aquestes serps era mbói, que figura en l'etimologia de noms com ara jibóia i boitatá (el nom brasiler de la mítica anaconda gegant).

## Descripció
Igual que els pitons, les boes tenen ossos supratemporals allargats. Els ossos quadrats també són allargats, però no tant, mentre que tots dos són capaços de moure's lliurement, de manera que quan es balancegen de costat a la seva màxima extensió, la distància entre les frontisses de la mandíbula inferior augmenta molt.

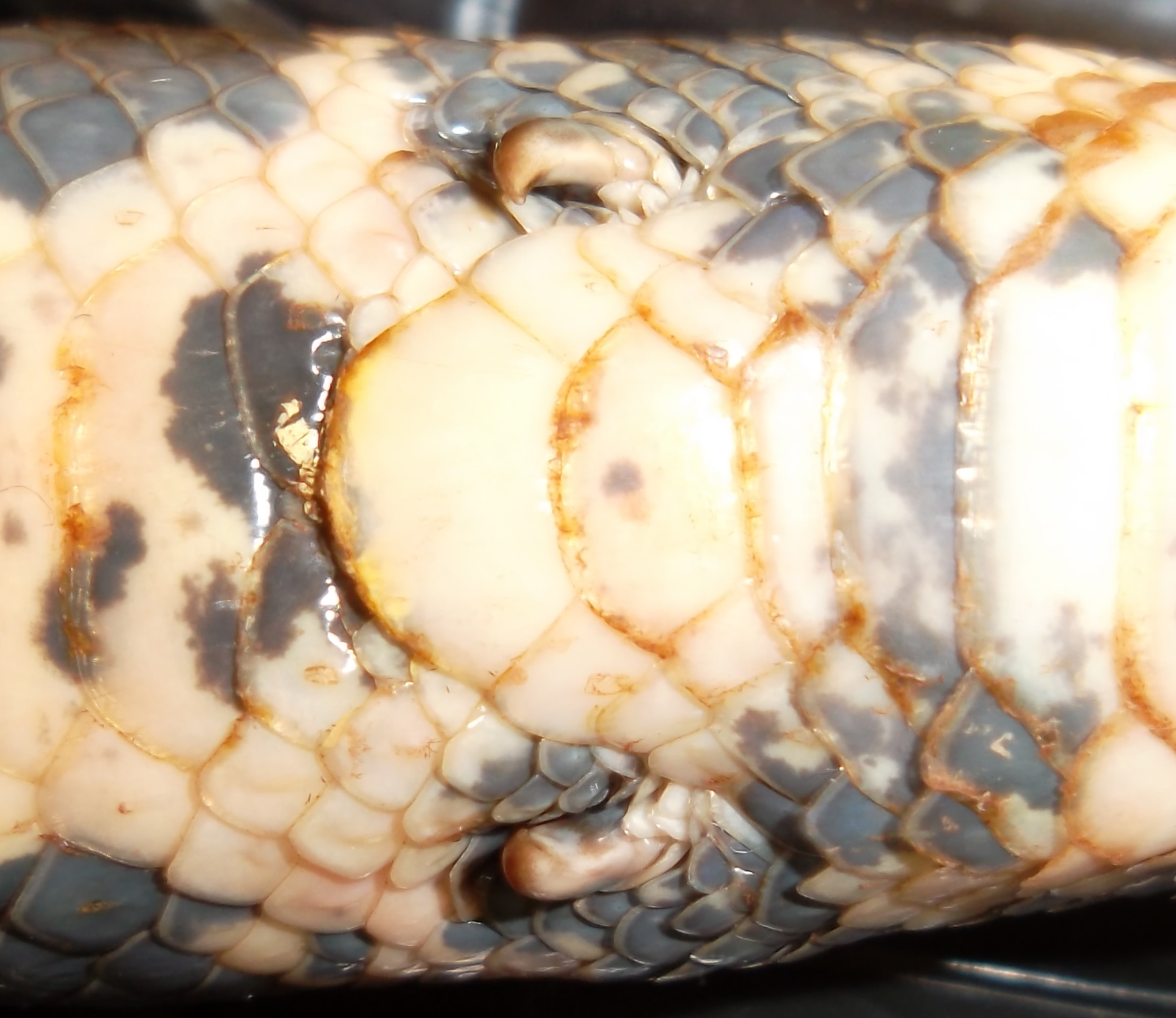
Regió de cloaca d'una Boa constrictor amb esperons (potes posteriors rudimentàries).

Ambdues famílies comparteixen una sèrie de característiques primitives. Gairebé totes tenen una mandíbula inferior relativament rígida amb un element coronoide, així com una cintura pèlvica vestigial amb les extremitats posteriors que són parcialment visibles com un parell d'esperons, a banda i banda de la cloaca. En els mascles, aquests esperons pèlvics són més grans i més visibles que en les femelles. Hi ha una llarga filera de dents palatines i la majoria de les espècies tenen un pulmó esquerre funcional que pot ser fins a un 75% tan gran com el pulmó dret.
Els boids es distingeixen, però, dels pitons perquè no tenen ossos postfrontals ni dents premaxil·lars, i que donen a llum cries vives. Quan hi ha foses labials, aquestes es troben entre les escates en lloc de sobre elles. A més, les seves distribucions geogràfiques són gairebé totalment mútuament excloents. A les poques zones on conviuen, la tendència és que ocupin hàbitats diferents.

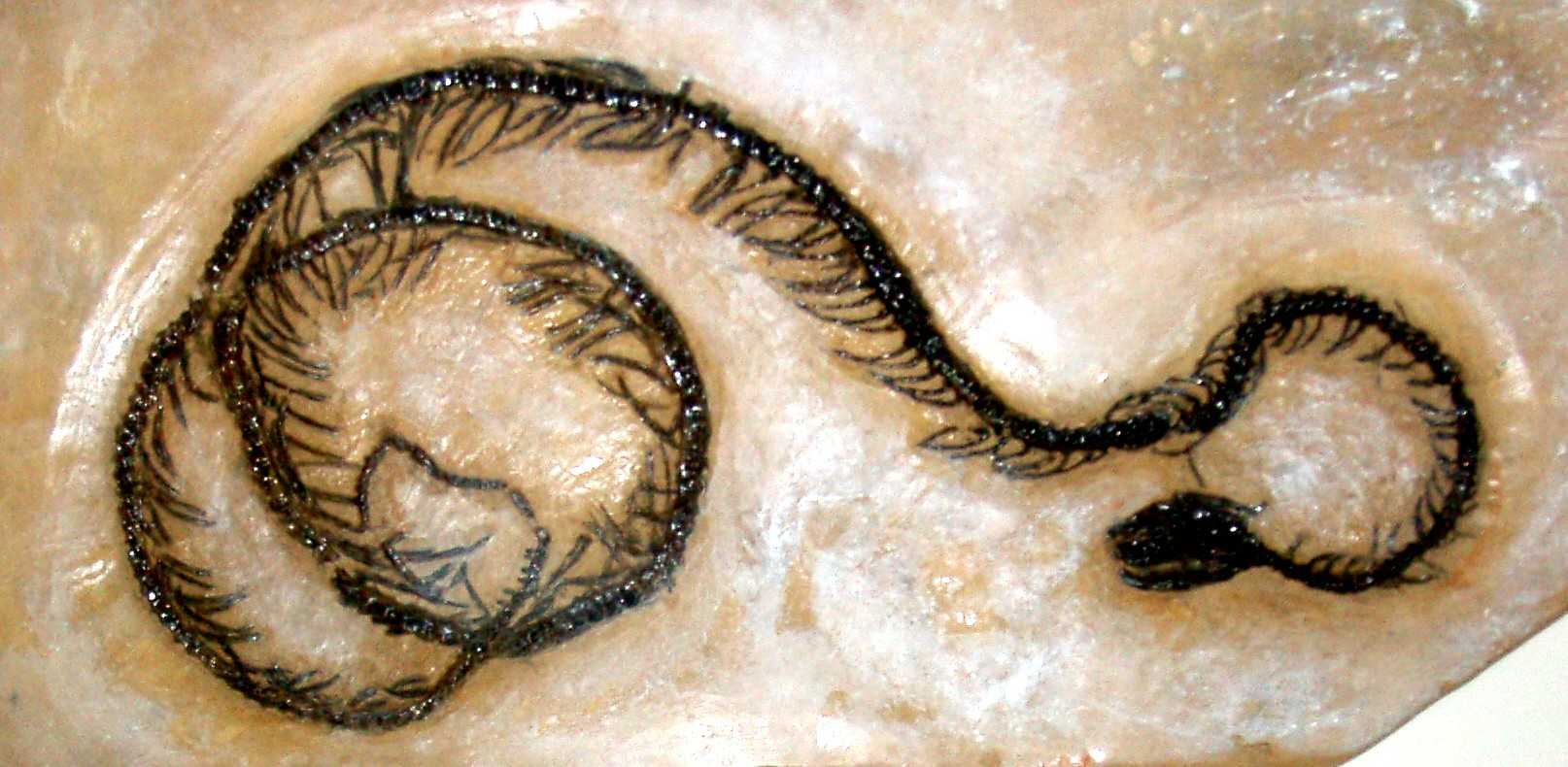
Fòssil de Boavus idelmani, una espècie extinta de boa.

Antigament, es deia que es trobaven boas al Nou Món i pitons al Vell Món. Tot i que això és cert en el cas dels boïns, hi ha altres espècies de boids presents a l'Àfrica, gran part del sud d'Euràsia, Madagascar, Nova Guinea i les Illes Salomó, així que això no és precís. Tanmateix, semblen més abundants en zones evolutivament aïllades. Amèrica del Sud va estar aïllada fins fa uns quants milions d'anys, amb una fauna que incloïa marsupials i altres mamífers distintius. Amb la formació del pont terrestre de Panamà a Amèrica del Nord fa uns tres milions d'anys, els boïns han migrat cap al nord com els colúbrids (i diversos mamífers neàrtics) han migrat cap al sud, com a part del gran intercanvi americà.

## Distribució i hàbitat
La majoria d'espècies es troben a Amèrica del Nord, Central i del Sud, així com al Carib, mentre que unes quantes es troben al sud-est d'Europa i Àsia Menor, Àfrica del Nord, Central i Oriental, Madagascar, la Península Aràbiga, l'Àsia central i sud-oest, Índia i Sri Lanka, les Moluques i Nova Guinea fins a Melanèsia i Samoa.

## Alimentació
La presa és mata per constricció; després que s'ha agafat un animal per retenir-lo, l'envolten precipitadament una sèrie de bobines. Aleshores, aplicant i mantenint una pressió suficient, la serp impedeix que la seva presa inhali, de manera que finalment sucumbeix a l'asfíxia. Recentment, les pressions produïdes durant la constricció s'han suggerit com a causa de l'aturada cardíaca per interferir amb el flux sanguini, però aquesta hipòtesi encara no s'ha confirmat.
Els exemplars més grans solen menjar animals de la mida d'un gat domèstic, però no es desconeixen aliments més grans: se sap que la dieta de l'anaconda comuna, Eunectes murinus, inclou tapirs subadults. Les preses són empassades senceres i poden trigar diversos dies o fins i tot setmanes a ser completament digerides. Malgrat la seva mida intimidant i poder muscular, generalment no són perillosos per als humans.
Contràriament a la creença popular, fins i tot les espècies més grans no aixafen les seves preses fins a la mort; de fet, la presa ni tan sols es deforma notablement abans de ser empassada. La velocitat amb què s'apliquen les bobines és impressionant i la força que exerceixen pot ser important, però la mort és causada per asfixia, i la víctima no pot moure les costelles per respirar mentre està restringida.

## Reproducció
La majoria de les espècies són ovovivípares, amb les femelles que donen a llum cries vives. Això contrasta amb els pitons, que tots posen ous (Ovípars).

## Taxonomia
Les pitons es classificaven històricament com una subfamília de Boidae (anomenada Pythoninae), però més tard es va determinar que no estan estretament relacionades amb les boes tot i tenir similituds superficials.
Subfamília Boinae
- Acrantophis
- Boa
- Candoia
- Corallus
- Epicrates
- Eunectes
- Sanzinia
- Titanoboa

Subfamília Erycinae
- Calabaria
- Charina
- Eryx
- Lichanura